# 1923 في اليابان
فيما يلي قوائم الأحداث التي وقعت خلال عام 1923 في اليابان.

## أحداث
- 1 سبتمبر – زلزال كانتو الكبير 1923

## مواليد

### يناير
- 1 يناير – ماكوتو تاكيدا طبيب نفسي ياباني.
- 15 يناير – كوجي مياتا لاعب كرة قدم ياباني.

### مارس
- 2 مارس – ماساو أونو لاعب كرة قدم ياباني.
- 27 مارس – شوساكو إندو

### أبريل
- 18 أبريل – كازو اينو مترجم ياباني.

### مايو
- 10 مايو – إيتشيرو ناغاي

### يونيو
- 4 يونيو – يوريكو أميرة ميكاسا

### يوليو
- 5 يوليو – ميتسوي يامادا
- 14 يوليو – هايكيسوتشي ميتشيو

### نوفمبر
- 23 نوفمبر – يوشيو شيراي ملاكم ياباني.

## وفيات

### يونيو
- 23 يونيو – كييشي أيشي (مواليد 1880) فيزيائي ياباني.

### أغسطس
- 24 أغسطس – توموسابورو كاتو (مواليد 1861)